# Benkei András
Benkei András (Nyíregyháza, 1923. szeptember 11. – Budapest, 1991. augusztus 13.) magyar politikus, az MSZMP KB tagja (1959-1985), belügyminiszter (1963-1980), országgyűlési képviselő (1980-1985).

## Élete
Benkei András 1923-ban született egy napszámos fiaként. Négy polgári elvégzése után fizikai munkásként dolgozott Nyíregyházán, először géplakatos-segédként, majd a dohányfermentálóban. 1944 augusztusában hívták be katonának, 1945 januárjában hadifogolyként a Szovjetunióba hurcolták. 
1948 júliusában térhetett haza, a dohányfermentálóban hamarosan belépett a szakszervezetbe. 1950-ben lépett be az MDP-be, fél év jelöltség után, majd különböző párt-, illetve szakszervezeti funkciókat látott el. Először üzemi bizottsági tag és titkár, majd az Élelmiszeripari Dolgozók Szakszervezetének megyei bizottságának titkára lett. 1951 decemberétől a megyei pártbizottságon az ipari osztály vezetőhelyettese, majd vezetője. 1954 áprilisától az MDP nyíregyházi városi pártbizottságának titkára, az 1956-os forradalom után 1956 novemberétől 1963. december 7-ig az MSZMP Szabolcs-Szatmár megyei első titkára volt. Ekkor nevezték ki belügyminiszterré – ezt a megbízatását, bár szakirányú végzettsége nem volt, csaknem 17 évig, 1980. június 27-ig betöltötte. 
Hosszú hivatali idejét talán Kádár iránti hűsége és önálló politikai nézeteinek hiánya magyarázza. Egy évet elvégzett a pártfőiskolán. 1959. december 25-étől 1985. március 28-ig volt tagja az MSZMP Központi Bizottságának. 1980-ban nyugdíjazták, de további egy cikluson át még tagja volt az országgyűlésnek.
Parlamenti ciklusai:
- 1958. november 16. – 1967. január 27.: Hazafias Népfront, Szabolcs-Szatmár megyei lista
- 1971. április 25. – 1975. április 11.: Szabolcs-Szatmár megye, 2. számú egyéni választókerület
- 1980. június 8. – 1985. április 19.: Budapest, 3. számú egyéni választókerület.

Tabajdy–Ungváry: Az elhallgatott múlt című munkája így jellemzi: „Nem vetette meg az alkoholt […], gyakorlatilag mindennap reggeltől kezdve töményet ivott, de a délutáni órák előtt ritkán vesztette el ítélőképességét. […] Bizonyára gyermekkori szegénysége is motiválta, hogy a balatonlellei BM-üdülőben »jó királyként« saját kezűleg mérte ki a halászlét az ott nyaraló BM állománynak.”
Végvári József, a Belső Biztonsági Csoportfőnökség nyugállományú rendőr őrnagya, a Dunagate ügy kirobbantója elmondása alapján Benkei András volt belügyminiszter két veje (Augusztini Tamás, a III/III-4-c. jelű alosztályának főhadnagya és Nyitrai Zoltán), valamint lánya is a szolgálatnak dolgozott.